# Tamer Bayoumi
Tamer Bayoumi (arabisch تامر بيومي, DMG Tāmir Bayūmī; * 12. April 1982 in Alexandria) ist ein ägyptischer Taekwondoin.
Bayoumi gewann seine erste internationale Medaille 2000 beim Weltcup in Lyon. Vier Jahre später siegte er zunächst beim afrikanischen Qualifikationsturnier für die Olympischen Sommerspiele. In Athen selbst sicherte er sich in der Gewichtsklasse unter 58 Kilogramm im entscheidenden Kampf gegen den ehemaligen Weltmeister Juan Ramos aus Spanien die Bronzemedaille.
Bayoumi ist Träger des 3. Dan.